# Graça (Pedrógão Grande)
Graça est une freguesia portugaise se trouvant dans le District de Leiria.
Avec une superficie de 31,20 km2 et une population de 908 habitants (2001), la paroisse possède une densité de 29,1 hab/km2.